# Psychoda flexichela
Psychoda flexichela és una espècie d'insecte dípter pertanyent a la família dels psicòdids que es troba a les illes Filipines: Mindanao.